# Kiyoko Sayama
Kiyoko Sayama (佐山 聖子 Sayama Kiyoko?) es una animadora y directora de anime japonesa. Nació en la Prefectura de Saitama. Su nombre es a veces mal romanizado como Seiko Sayama.

## Trabajos

### Series de televisión
Destaca papeles con funciones de dirección de series.
| Año  | Título                                          | Director(es)                                      | Estudio                 | Funciones | Refs.  |
| ---- | ----------------------------------------------- | ------------------------------------------------- | ----------------------- | --- | ------ |
| 1991 | Mahō no Princess Minky Momo: Yume o Dakishimete | Kunihiko Yuyama                                   | Ashi Productions        | Guionista gráfica (#35, 46) | [ 1 ]  |
| 1992 | Chirorin Mura Monogatari                        | Yasuo Yamayoshi                                   | Desconocido             | Directora de episodios (#5-6, 17, 26, 39, 46, 60, 70, 77-78, 88, 100, 107-108, 118, 130, 141, 143, 147-148, 152, 159, 165, 168) Guionista gráfica (#17, 39, 77-78, 88, 100, 108, 118, 130, 143, 147, 152, 159, 168)        | [ 2 ]  |
| 1993 | Nintama Rantarō                                 | Tsutomu Shibayama Yoshio Urasawa                  | Ajia-do Animation Works | Guionista gráfica | [ 3 ]  |
| 1994 | Akazukin Chacha                                 | Hatsuki Tsuji                                     | Gallop                  | Directora de episodio (#21) Guionista gráfica (#21, 27) | [ 4 ]  |
| 1994 | Tama & Friends                                  | Tsuneo Maeda (#1-9) Yūji Mutō (#10-35)            | Group TAC               | Directora de episodios (#10, 13, 20, 25, 29, 31, 33) Guionista gráfica (#13, 20, 25, 29, 33) | [ 5 ]  |
| 1994 | Tobe! Isami                                     | Gisaburō Sugii Tatsuo Satō                        | Group TAC               | Directora de episodio (#4) Guionista gráfica (#4) | [ 6 ]  |
| 1996 | Saber Marionette J                              | Masami Shimoda                                    | Studio Junio            | Directora de episodios (#13, 21) Guionista gráfica (#13, 21) | [ 7 ]  |
| 1996 | Harimogu Harley                                 | Kiyoko Sayama Mamoru Kanbe                        | Image Kei               | Directora de la serie | [ 8 ]  |
| 1998 | Saber Marionette J to X                         | Kiyoko Sayama Masami Shimoda                      | Hal Film Maker          | Directora jefe Directora de episodios (#1, 6, 9, 13, 17, 19, 21, 25) Guionista gráfica (#1, 3, 6, 8-9, 11-25) Arte de fondo (#12) Ilustración (#26) Animación clave (#9, 25) Asistente de fotografía (#ED del episodio 25) | [ 9 ]  |
| 1998 | Super Doll Licca Chan                           | Gisaburō Sugii                                    | Madhouse                | Guionista gráfica (#43, 48) | [ 10 ] |
| 1999 | Mahō Tsukai Tai!                                | Jun'ichi Satō                                     | Madhouse Triangle Staff | Directora de episodios (#2, 7) Guionista gráfica (#7, 11) | [ 11 ] |
| 1999 | Ima, Soko ni Iru Boku                           | Akitarō Daichi                                    | AIC                     | Guionista gráfica (#4, 9-11) | [ 12 ] |
| 1999 | Hunter × Hunter                                 | Kazuhiro Furuhashi                                | Nippon Animation        | Guionista gráfica (#1) | [ 13 ] |
| 2000 | Kazemakase Tsukikage Ran                        | Akitarō Daichi                                    | Madhouse                | Guionista gráfica (#8) | [ 14 ] |
| 2000 | Gravitation                                     | Bob Shirohata                                     | Studio Deen             | Directora de episodio (#4) Guionista gráfica (#4, 8) | [ 15 ] |
| 2001 | Shin Shirayuki-hime Densetsu Prétear            | Jun'ichi Satō Kiyoko Sayama                       | Hal Film Maker          | Directora Directora de episodios (#1, 13) Guionista gráfica (#1-2, 4, 7, 13; ED) | [ 16 ] |
| 2001 | Gakuen Senki Muryō                              | Tatsuo Satō                                       | Madhouse                | Guionista gráfica (#23) | [ 17 ] |
| 2001 | Samurai Girl Real Bout High School              | Shin'ichi Tōkairin                                | Gonzo                   | Guionista gráfica (#10) | [ 18 ] |
| 2001 | Final Fantasy: Unlimited                        | Mahiro Maeda                                      | Gonzo                   | Guionista gráfica (#24) | [ 19 ] |
| 2001 | Shiawase Sō no Okojo-san                        | Yūsuke Yamamoto                                   | Radix                   | Directora de episodio (#20) Guionista gráfica (#37, 42) | [ 20 ] |
| 2002 | Shichinin no Nana                               | Yasuhiro Imagawa                                  | A.C.G.T                 | Guionista gráfica (#5) | [ 21 ] |
| 2002 | Chobits                                         | Morio Asaka                                       | Madhouse                | Guionista gráfica (#7, 12, 23) | [ 22 ] |
| 2002 | Ai Yori Aoshi                                   | Masami Shimoda                                    | J.C.Staff               | Guionista gráfica (#8) | [ 23 ] |
| 2002 | Ō Dorobō Jing                                   | Hiroshi Watanabe                                  | Studio Deen             | Guionista gráfica (#2) | [ 24 ] |
| 2002 | Princess Tutu                                   | Jun'ichi Satō Shōgo Kōmoto                        | Hal Film Maker          | Directora de episodios (#8, 10) Guionista gráfica (#3, 8, 10, 12, 16-17, 20-21, 24) Directora de unidad (#ED) | [ 25 ] |
| 2002 | Galaxy Angel A                                  | Shigehito Takayanagi                              | Madhouse                | Guionista gráfica (#7, 11B) | [ 26 ] |
| 2003 | Kaleido Star                                    | Jun'ichi Satō                                     | Gonzo                   | Directora de episodio (#19) Guionista gráfica (#10, 12, 19) | [ 27 ] |
| 2003 | Last Exile                                      | Kōichi Chigira                                    | Gonzo                   | Guionista gráfica (#1) | [ 28 ] |
| 2003 | D.C.: Da Capo                                   | Nagisa Miyazaki                                   | Feel Zexcs              | Guionista gráfica (#5, 11) | [ 29 ] |
| 2003 | Chrono Crusade                                  | Yū Kō                                             | Gonzo                   | Directora de episodios (#8, 16) Guionista gráfica (#8, 16, 23-24) | [ 30 ] |
| 2004 | Jūbee-chan 2: Siberia Yagyū no Gyakushū         | Hiroshi Nagahama Akitarō Daichi Shinpei Miyashita | Madhouse                | Guionista gráfica (#6, 8, 10) | [ 31 ] |
| 2004 | Uta∽Kata                                        | Keiji Gotō                                        | Hal Film Maker          | Guionista gráfica (#4) | [ 32 ] |
| 2005 | Fushigiboshi no☆Futagohime                      | Jun'ichi Satō Shōgo Kōmoto                        | Hal Film Maker          | Guionista gráfica (#40, 46) | [ 33 ] |
| 2005 | Blood+                                          | Jun'ichi Fujisaku                                 | Production I.G          | Directora de episodios (#9, 21) Guionista gráfica (#5, 9, 21) | [ 34 ] |
| 2006 | Fushigiboshi no☆Futagohime Gyu!                 | Jun'ichi Satō Shōgo Kōmoto                        | Hal Film Maker          | Guionista gráfica (#5, 31) | [ 35 ] |
| 2006 | Aria the Natural                                | Jun'ichi Satō                                     | Hal Film Maker          | Directora de episodio (#19) Guionista gráfica (#4, 12, 19, 24) | [ 36 ] |
| 2006 | Nana                                            | Morio Asaka                                       | Madhouse                | Guionista gráfica (#10, 13, 17, 22, 25, 30, 34, 37, 44) | [ 37 ] |
| 2006 | Bokura ga Ita                                   | Kōichirō Sohtome Akitarō Daichi                   | Artland                 | Guionista gráfica (#3) | [ 38 ] |
| 2006 | Ōban Star-Racers                                | Savin Yeatman-Eiffel Thomas Romain                | Hal Film Maker          | Directora de episodios (#1, 26) Guionista gráfica (#2, 5, 12, 20, 26) | [ 39 ] |
| 2006 | Death Note                                      | Tetsurō Araki                                     | Madhouse                | Guionista gráfica (#20, 27, 32-33, 36) | [ 40 ] |
| 2007 | Romeo x Juliet                                  | Fumitoshi Oizaki                                  | Gonzo                   | Guionista gráfica (#10) | [ 41 ] |
| 2007 | Seirei no Moribito                              | Kenji Kamiyama                                    | Production I.G          | Directora de episodios (#2, 7, 12, 17, 24) Guionista gráfica (#12, 17) | [ 42 ] |
| 2007 | Sketchbook: Full Color's                        | Yoshimasa Hiraike                                 | Hal Film Maker          | Guionista gráfica (#5, 11) | [ 43 ] |
| 2007 | Night Wizard                                    | Yūsuke Yamamoto                                   | Hal Film Maker          | Guionista gráfica (#3) | [ 44 ] |
| 2007 | xxxHOLiC◆Kei                                    | Tsutomu Mizushima                                 | Production I.G          | Guionista gráfica (#4) | [ 45 ] |
| 2008 | Vampire Knight                                  | Kiyoko Sayama                                     | Studio Deen             | Directora Directora de episodios (#1; OP 1, ED 1) Guionista gráfica (#1, 3, 7, 13; OP 1, ED 1) | [ 46 ] |
| 2008 | Skip Beat!                                      | Kiyoko Sayama                                     | Hal Film Maker          | Directora Animación clave | [ 47 ] |
| 2008 | Vampire Knight Guilty                           | Kiyoko Sayama                                     | Studio Deen             | Directora Directora de episodios (#OP, ED) Guionista gráfica (#3, 6, 10, 13; OP, ED) | [ 48 ] |
| 2009 | Anyamaru Tantei Kiruminzū                       | Sōichi Masui                                      | Satelight               | Directora de episodios (#OP 1-2) Guionista gráfica (#4-5, 8, 11, 16, 18, 26-27, 39, 44, 47) Gráficos (#OP 2) Animación clave (#OP 1)                                                                                       | [ 49 ] |
| 2009 | Kobato.                                         | Mitsuyuki Masuhara                                | Madhouse                | Guionista gráfica (#8, 12) | [ 50 ] |
| 2010 | Arakawa Under the Bridge                        | Yukihiro Miyamoto Akiyuki Simbo                   | Shaft                   | Guionista gráfica (#8, 11) | [ 51 ] |
| 2010 | Arakawa Under the Bridge x Bridge               | Yukihiro Miyamoto Akiyuki Simbo                   | Shaft                   | Guionista gráfica (#1, 3, 10, 12) | [ 52 ] |
| 2011 | Sket Dance                                      | Keiichiro Kawaguchi                               | Tatsunoko Production    | Guionista gráfica (#17) | [ 53 ] |
| 2011 | Dororon Enma-kun Meeramera                      | Yoshitomo Yonetani                                | Brain's Base            | Guionista gráfica (#8, 11) | [ 54 ] |
| 2011 | Denpa Onna to Seishun Otoko                     | Akiyuki Simbo Yukihiro Miyamoto                   | Shaft                   | Guionista gráfica (#6) | [ 55 ] |
| 2011 | Ikoku Meiro no Croisée The Animation            | Kenji Yasuda                                      | Satelight               | Guionista gráfica (#9) | [ 56 ] |
| 2011 | Mayo Chiki!                                     | Keiichiro Kawaguchi                               | Feel                    | Guionista gráfica (#4-6) | [ 57 ] |
| 2011 | Tamayura: Hitotose                              | Jun'ichi Satō                                     | TYO Animations          | Guionista gráfica (#2-3) | [ 58 ] |
| 2012 | Brave 10                                        | Kiyoko Sayama                                     | TMS Entertainment       | Directora Directora de episodios (#1, 6, 11-12) Guionista gráfica (#1-2, 5-6, 9-12) Directora de unidad (#ED) Animación clave (#12)                                                                                        | [ 59 ] |
| 2012 | Mōretsu Pirates                                 | Tatsuo Satō                                       | Satelight               | Guionista gráfica (#6, 10) | [ 60 ] |
| 2014 | No Game No Life                                 | Atsuko Ishizuka                                   | Madhouse                | Guionista gráfica (#5, 10) | [ 61 ] |
| 2016 | Flying Witch                                    | Katsushi Sakurabi                                 | J.C.Staff               | Directora de episodios (#5, 10) Guionista gráfica (#5, 10) | [ 62 ] |
| 2018 | Sora Yorimo Tōi Basho                           | Atsuko Ishizuka                                   | Madhouse                | Guionista gráfica (#11) | [ 63 ] |
| 2018 | Amanchu! Advance                                | Jun'ichi Satō                                     | J.C.Staff               | Guionista gráfica (#7, 11) | [ 64 ] |
| 2018 | Nil Admirari no Tenbin                          | Masahiro Takata                                   | Zero-G                  | Guionista gráfica (#10) | [ 65 ] |
| 2019 | Dōkyonin wa Hiza, Tokidoki, Atama no Ue.        | Kaoru Suzuki                                      | Zero-G                  | Guionista gráfica (#2, 5, 8, 11) | [ 66 ] |
| 2020 | Tsugu Tsugumomo                                 | Ryōichi Kuraya                                    | Zero-G                  | Guionista gráfica (#11) | [ 67 ] |
| 2020 | Shadowverse                                     | Keiichiro Kawaguchi                               | Zexcs                   | Guionista gráfica (#7, 14, 20, 22-24, 26-27, 33-36, 45-46) | [ 68 ] |
| 2020 | Noblesse                                        | Shunsuke Tada Yasutaka Yamamoto                   | Production I.G          | Guionista gráfica (#2, 5, 7, 13) | [ 69 ] |
| 2021 | Shinigami Bocchan to Kuro Maid                  | Yoshiki Yamakawa                                  | J.C.Staff               | Guionista gráfica (#2-8, 10-11) Ilustradiones de cierre (#10) | [ 70 ] |
| 2022 | Ao Ashi                                         | Akira Satō                                        | Production I.G          | Guionista gráfica (#10) | [ 71 ] |
| 2022 | Fumetsu no Anata e Season 2                     | Kiyoko Sayama                                     | Drive                   | Directora Directora de episodios (#12, 16, 20) Guionista gráfica (#1-4, 6-7, 9-10, 12-14, 16-20) | [ 72 ] |
| 2023 | Shinigami Bocchan to Kuro Maid 2nd Season       | Yoshiki Yamakawa                                  | J.C.Staff               | Guionista gráfica (#15-16, 18-19, 21-23) | [ 73 ] |
| 2024 | Shinigami Bocchan to Kuro Maid 3rd Season       | Yoshiki Yamakawa                                  | J.C.Staff               | Guionista gráfica (#25, 30, 33-34) | [ 74 ] |
| 2025 | Fumetsu no Anata e Season 3                     | Kiyoko Sayama Sōta Yokote                         | Drive Studio Massket    | Directora jefe | [ 75 ] |

### Películas
| Año  | Título                                    | Director(es)      | Estudio                 | Funciones                             | Refs.  |
| ---- | ----------------------------------------- | ----------------- | ----------------------- | ------------------------------------- | ------ |
| 1994 | J League wo 100-bai Tanoshiku Miru Hōhō!! | Itsumichi Isomura | Ajia-do Animation Works | Guionista gráfica Directora de unidad | [ 76 ] |

### ONAs
Destaca papeles con funciones de dirección de series.
| Año  | Título     | Director(es)  | Estudio     | Funciones | Refs.  |
| ---- | ---------- | ------------- | ----------- | --------- | ------ |
| 2010 | Starry☆Sky | Kiyoko Sayama | Studio Deen | Directora | [ 77 ] |

### OVAs
Destaca papeles con funciones de dirección de series.
     Destaca papeles con funciones de asistente de dirección o supervisión.
| Año  | Título                         | Director(es)                                  | Estudio        | Funciones                                             | Refs.  |
| ---- | ------------------------------ | --------------------------------------------- | -------------- | ----------------------------------------------------- | ------ |
| 1995 | Fushigi no Kuni no Miyuki-chan | Kiyoko Sayama (#1) Mamoru Hamatsu (#2)        | animate Film   | Directora (#1)                                        | [ 78 ] |
| 1995 | 3x3 Eyes: Seima Densetsu       | Kazuhisa Takenouchi (#1-2) Kiyoko Sayama (#3) | Studio Junio   | Directora (#3)                                        | [ 79 ] |
| 1997 | Saber Marionette J Again       | Masami Shimoda                                | Hal Film Maker | Directora asistente                                   | [ 80 ] |
| 2000 | Angel Sanctuary                | Kiyoko Sayama                                 | Hal Film Maker | Directora Guionista Guionista gráfica Animación clave | [ 81 ] |
| 2004 | Teizokurei Daydream            | Osamu Sekita                                  | Hal Film Maker | Directora de episodio (#2) Guionista gráfica (#2)     | [ 82 ] |
| 2018 | Asagao to Kase-san.            | Takuya Satō                                   | Zexcs          | Guionista gráfica                                     | [ 83 ] |